# Paradoxoplana solida
Paradoxoplana solida är en plattmaskart som beskrevs av Ax 1955. Paradoxoplana solida ingår i släktet Paradoxoplana och familjen Otoplanidae. Inga underarter finns listade i Catalogue of Life.